# Hatibuyah
Le hatibuyah est une brochette de poumon de bœuf (ou vache) communément trouvé à Brunei. 